# René Arnoux
René Alexandre Arnoux (* 4. července 1948 Pontcharra, Isère) je bývalý francouzský automobilový závodník, pilot Formule 1.
Ve formuli 1 startoval v letech 1978-1989. Zúčastnil se 165 závodů Grand Prix (149 startů), z nichž v sedmi zvítězil, na stupních vítězů stál 22krát a celkem získal 181 bodů. Nejlepšího umístění dosáhl v roce 1983 s vozem Ferrari, kdy celkově dosáhl na třetí místo. V roce 1977 vyhrál Mistrovství Evropy Formule 2. V roce 2006 závodil v inaugurační sezóně série Grand Prix Masters určené pro ex-piloty Formule 1.

## Výsledky
| Legenda k tabulce | Legenda k tabulce                                                                       |
| Barva             | Výsledek                                                                                |
| ----------------- | --------------------------------------------------------------------------------------- |
| Zlatá             | Vítěz                                                                                   |
| Stříbrná          | 2. místo                                                                                |
| Bronzová          | 3. místo                                                                                |
| Zelená            | Bodované umístění                                                                       |
| Modrá             | Nebodované umístění                                                                     |
| Modrá             | Dokončil neklasifikován (NC)                                                            |
| Fialová           | Odstoupil (Ret)                                                                         |
| Červená           | Nekvalifikoval se (DNQ)                                                                 |
| Červená           | Nepředkvalifikoval se (DNPQ)                                                            |
| Černá             | Diskvalifikován (DSQ)                                                                   |
| Bílá              | Nestartoval (DNS)                                                                       |
| Bílá              | Závod zrušen (C)                                                                        |
| Světle modrá      | Pouze trénoval (PO)                                                                     |
| Světle modrá      | Páteční testovací jezdec (TD)                                                           |
| Bez barvy         | Netrénoval (DNP)                                                                        |
| Bez barvy         | Vyřazen (EX)                                                                            |
| Bez barvy         | Nepřijel (DNA)                                                                          |
| Bez barvy         | Odvolal účast (WD)                                                                      |
| Bez barvy         | Nezúčastnil se (prázdné)                                                                |
| Označení          | Význam                                                                                  |
| Tučnost           | Pole position                                                                           |
| Kurzíva           | Nejrychlejší kolo                                                                       |
| †                 | Jezdec nedojel do cíle, ale byl klasifikován, protože odjel více než 90 % délky závodu. |
| ‡                 | Byl udělován poloviční počet bodů, protože bylo odjeto méně než 75 % délky závodu.      |
| Horní index       | Umístění bodujících jezdců ve sprintu                                                   |

### Výsledky ve Formuli 1
| Rok  | Tým                        | Šasi           | Motor                       | 1       | 2       | 3       | 4       | 5        | 6       | 7       | 8       | 9       | 10      | 11       | 12      | 13      | 14      | 15      | 16      | PJ        | Body |
| ---- | -------------------------- | -------------- | --------------------------- | ------- | ------- | ------- | ------- | -------- | ------- | ------- | ------- | ------- | ------- | -------- | ------- | ------- | ------- | ------- | ------- | --------- | ---- |
| 1978 | Automobiles Martini        | Martini MK23   | Ford Cosworth DFV 3.0 V8    | ARG     | BRA     | RSA DNQ | USW     | MON DNPQ | BEL 9   | ESP     | SWE     | FRA 14  | GBR     | GER DNPQ | AUT 9   | NED Ret | ITA     |         |         | NC        | 0    |
| 1978 | Durex Team Surtees         | Surtees TS20   | Ford Cosworth DFV 3.0 V8    |         |         |         |         |          |         |         |         |         |         |          |         |         |         | USA 9   | CAN Ret | NC        | 0    |
| 1979 | Equipe Renault Elf         | Renault RS01   | Renault-Gordini EF1 1.5 V6t | ARG Ret | BRA Ret | RSA Ret | USW DNS | ESP 9    | BEL Ret |         |         |         |         |          |         |         |         |         |         | 8. místo  | 17   |
| 1979 | Equipe Renault Elf         | Renault RS10   | Renault-Gordini EF1 1.5 V6t |         |         |         |         |          |         | MON Ret | FRA 3   | GBR 2   | GER Ret | AUT 6    | NED Ret | ITA Ret | CAN Ret | USA 2   |         | 8. místo  | 17   |
| 1980 | Equipe Renault Elf         | Renault RE20   | Renault-Gordini EF1 1.5 V6t | ARG Ret | BRA 1   | RSA 1   | USW 9   | BEL 4    | MON Ret | FRA 5   | GBR NC  | GER Ret | AUT 9   | NED 2    | ITA 10  | CAN Ret | USA 7   |         |         | 6. místo  | 29   |
| 1981 | Equipe Renault Elf         | Renault RE20B  | Renault-Gordini EF1 1.5 V6t | USW 8   | BRA Ret | ARG 5   | SMR 8   | BEL DNQ  |         |         |         |         |         |          |         |         |         |         |         | 9. místo  | 11   |
| 1981 | Equipe Renault Elf         | Renault RE30   | Renault-Gordini EF1 1.5 V6t |         |         |         |         |          | MON Ret | ESP 9   | FRA 4   | GBR 9   | GER 13  | AUT 2    | NED Ret | ITA Ret | CAN Ret | CPL Ret |         | 9. místo  | 11   |
| 1982 | Equipe Renault Elf         | Renault RE30B  | Renault-Gordini EF1 1.5 V6t | RSA 3   | BRA Ret | USW Ret | SMR Ret | BEL Ret  | MON Ret | DET 10  | CAN Ret | NED Ret | GBR Ret | FRA 1    | GER 2   | AUT Ret | SUI 16  | ITA 1   | CPL Ret | 6. místo  | 28   |
| 1983 | Scuderia Ferrari SpA SEFAC | Ferrari 126C2B | Ferrari 021 1.5 V6t         | BRA 10  | USW 3   | FRA 7   | SMR 3   | MON Ret  | BEL Ret | DET Ret | CAN 1   | GBR 5   |         |          |         |         |         |         |         | 3. místo  | 49   |
| 1983 | Scuderia Ferrari SpA SEFAC | Ferrari 126C3  | Ferrari 021 1.5 V6t         |         |         |         |         |          |         |         |         |         | GER 1   | AUT 2    | NED 1   | ITA 2   | EUR 9   | RSA Ret |         | 3. místo  | 49   |
| 1984 | Scuderia Ferrari SpA SEFAC | Ferrari 126C4  | Ferrari 031 1.5 V6t         | BRA Ret | RSA Ret | BEL 3   | SMR 2   | FRA 4    | MON 3‡  | CAN 5   | DET Ret | DAL 2   | GBR 6   | GER 6    | AUT 7   | NED 11  | ITA Ret | EUR 5   | POR 9   | 6. místo  | 27   |
| 1985 | Scuderia Ferrari SpA SEFAC | Ferrari 156/85 | Ferrari 031 1.5 V6t         | BRA 4   | POR     | SMR     | MON     | CAN      | DET     | FRA     | GBR     | GER     | AUT     | NED      | ITA     | BEL     | EUR     | RSA     | AUS     | 17. místo | 3    |
| 1986 | Equipe Ligier              | Ligier JS27    | Renault EF4B 1.5 V6t        | BRA 4   | ESP Ret | SMR Ret | MON 5   | BEL Ret  | CAN 6   | DET Ret | FRA 5   | GBR 4   | GER 4   | HUN Ret  | AUT 10  | ITA Ret | POR 7   | MEX 15  | AUS 7   | 10. místo | 14   |
| 1987 | Ligier Loto                | Ligier JS29B   | Megatron M12/13 1.5 L4t     | BRA     | SMR DNS | BEL 6   | MON 11  | DET 10   |         |         |         |         |         |          |         |         |         |         |         | 19. místo | 1    |
| 1987 | Ligier Loto                | Ligier JS29C   | Megatron M12/13 1.5 L4t     |         |         |         |         |          | FRA Ret | GBR Ret | GER Ret | HUN Ret | AUT 10  | ITA 10   | POR Ret | ESP Ret | MEX Ret | JPN Ret | AUS Ret | 19. místo | 1    |
| 1988 | Ligier Loto                | Ligier JS31    | Judd CV 3.5 V8              | BRA Ret | SMR DNQ | MON Ret | MEX Ret | CAN Ret  | DET Ret | FRA DNQ | GBR 18  | GER 17  | HUN Ret | BEL Ret  | ITA 13  | POR 10  | ESP Ret | JPN 17  | AUS Ret | NC        | 0    |
| 1989 | Ligier Loto                | Ligier JS33    | Ford Cosworth DFR 3.5 V8    | BRA DNQ | SMR DNQ | MON 12  | MEX 14  | USA DNQ  | CAN 5   | FRA Ret | GBR DNQ | GER 11  | HUN DNQ | BEL Ret  | ITA 9   | POR 13  | ESP DNQ | JPN DNQ | AUS Ret | 23. místo | 2    |